# Agrícola (joc)
Agrícola és un joc de taula creat per Uwe Rosenberg el 2007 i editat a Espanya per Homolúdicus. El joc està ambientat en una zona agrícola on cada jugador és una família que ha de desenvolupar una granja, criar bestiar i intentar obtenir l'aliment necessari per sobreviure. Hi ha una versió avançada del joc on apareixen dos elements nous: els oficis i les adquisicions menors. Els oficis permeten aconseguir certs privilegis que poden ser acumulables. El 2008 va guanyar els premis Deutscher Spiele Preis, Tric Trac d'Or, Spiel des Jahres (en la modalitat «Jocs complexos») i Joc de l'Any a Espanya.

## Dinàmica del joc
Cada jugador té tantes accions per torn com membres tingui la seva família. A l'inici es comença amb dos membres.
El primer torn es decideix amb una acció. Seguint el sentit de les agulles del rellotge, es realitza una acció per jugador fins que s'acaben tots els membres de la família de tots els jugadors. Quan s'executa una acció s'obtenen immediatament els resultats d'aquesta acció. I una acció solament pot ser executada una vegada per torn.
La puntuació final s'obté sumant les ampliacions de la granja, els membres de la família i els recursos acumulats en forma de collites i animals. Resten punts els espais erms, si hi ha captaires a la propietat o si no es pot obtenir un tipus concret de recurs.